# Isu Razi Pass
Isu Razi Pass är ett bergspass i Kina. Det ligger i provinsen Yunnan, i den sydvästra delen av landet, omkring 510 kilometer nordväst om provinshuvudstaden Kunming.
Runt Isu Razi Pass är det mycket glesbefolkat, med 3 invånare per kvadratkilometer. I omgivningarna runt Isu Razi Pass växer i huvudsak blandskog.